# Hostal Vell (Calella)
L'Hostal Vell és una obra de Calella (Maresme) protegida com a Bé Cultural d'Interès Local.

## Descripció
Casa pairal del segle xviii situada prop de l'Hospital (Capella de Sant Jaume) i la capella del Roser, fora del nucli urbà al pas de l'antic camí de la costa.
Edifici de planta rectangular amb planta baixa i pis. La teulada és de dos vessants. El seu interior es divideix en cinc crugies.